# Lotus Cars
Pour les articles homonymes, voir Lotus.
Lotus Cars est un constructeur automobile britannique spécialisé dans les voitures de sport et de compétition, fondé en 1952 à Hornsey (Angleterre) par Colin Chapman. Son siège social est situé à Hethel (en) dans le Norfolk. 
Lotus sous-traite également de l'ingénierie automobile pour des constructeurs généralistes désirant améliorer leurs voitures ou créer des modèles sportifs. Lotus était le surnom donné par Colin Chapman, le fondateur de Lotus, à son épouse.

## Historique

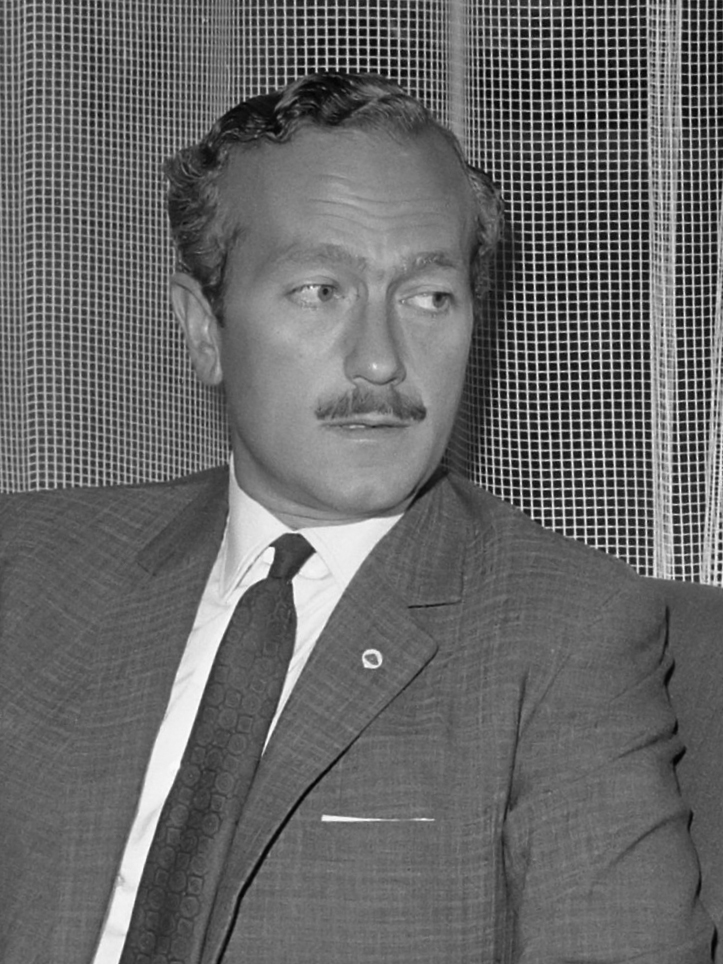
Anthony Colin Bruce Chapman

L'histoire de Lotus est indissociable de celle de son fondateur Anthony Colin Bruce Chapman (ce qui explique les lettres ACBC sur le logo), plus connu sous le nom de Colin Chapman. Ingénieur au sein de la Royal Air Force, ce dernier bricole en 1948 sa première voiture, basée sur un vieux châssis d'Austin 7 baptisée Lotus Mk1, elle est engagée par son concepteur dans des épreuves de maniabilité. Elle est suivie par la Mk2 (1949) puis par la Mk3 (1951), qui marque les débuts de Lotus sur circuit, dans le cadre du championnat d'Angleterre 750 cm3. 
Le 1er janvier 1952, à Hornsey, un quartier situé au nord de Londres, dans le borough de Haringey, Colin Chapman fonde la société Lotus Engineering Company avec son associé Michael Allen. Ce dernier se retire au cours de cette même année 1952. L'année suivante, il fonde une autre société dénommée « Lotus Engineering Company Limited » avec celle qui deviendra son épouse, Hazel Williams. Entretemps, il conçoit la Lotus Mk6 (les Lotus porteront la séquence « Mk XX » jusqu'à la Type 10 : à partir de la Lotus 11, le signe « Mk » disparaîtra), une voiture de course également homologuée pour usage routier. Le succès est tel que Chapman doit envisager la construction en série (100 voitures en deux ans), ce qui l'amène à fonder en 1955 Lotus Cars. Parallèlement, l'engagement des Lotus en compétition se poursuit, et en 1957, Chapman monte le Team Lotus, qui ne tardera pas à devenir une des écuries majeures de la Formule 1.

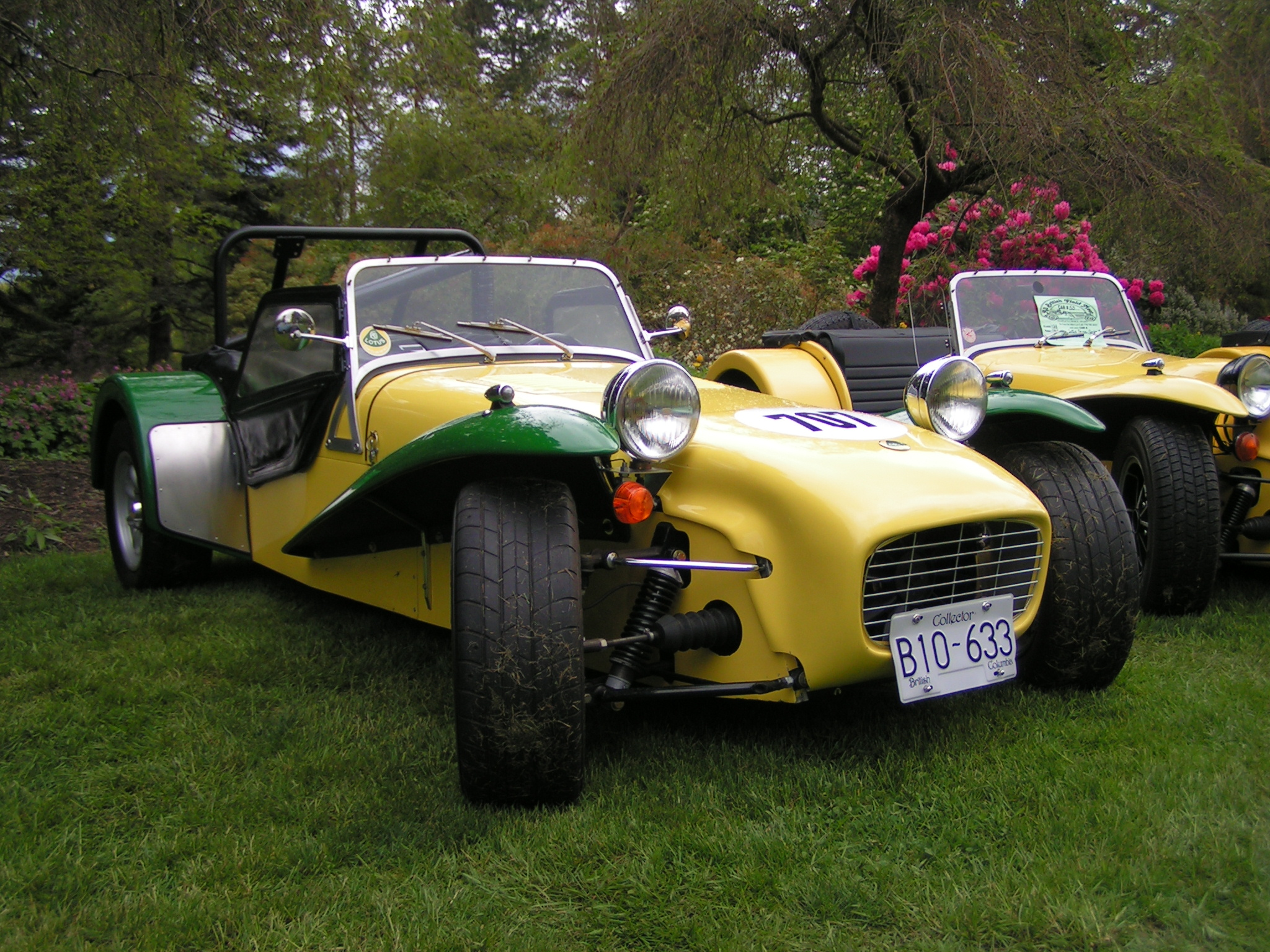
Lotus Seven (1957).

En 1957, Lotus lance sa première voiture réputée, la Seven, qui est un des succès de la marque jusqu'en 1973, année où le modèle est repris par Caterham. La première « vraie » voiture de Lotus est l'Elite 14, mais le premier véritable succès commercial en grande série est sans nul doute l'Elan des années 1960 qui sera fabriquée à plus de 10 000 exemplaires. Un succès qui ne sera égalé que par l'Elise des années 1990-2000.
Le lien étroit entre la compétition et les voitures de série, l'un des principes fondateurs de Lotus Cars, ne s'est jamais démenti au fil des années : les amateurs de GT de la marque ne pouvaient s'empêcher de faire courir des voitures de série (Elite, Elan, Europe), et l'usine développait rapidement des pièces, voire des sous-modèles adaptés à la course. De nos jours, il en est de même puisqu'un dérivé piste de l'Elise a vu le jour (l'Exige puis la Lotus 2-Eleven, une voiture de piste de type barquette dérivée de l'Exige S) et qu'un certain nombre de kits et préparations sont disponibles pour les Elise comme les Exige.
Décédé en 1982, Colin Chapman laissera la société avec de gros problèmes financiers causés par le projet DeLorean. En 1986, Lotus Cars est racheté par le groupe américain General Motors (la transaction ne concerne pas l'écurie de course, qui conservera son indépendance jusqu'à sa disparition en 1994), puis revendu le 27 août 1993 à ACBN Holdings pour trente millions de livres sterling ; Lotus rejoint alors le même groupe que Bugatti.
En 1996, Lotus Cars est racheté par le constructeur malaisien Proton.

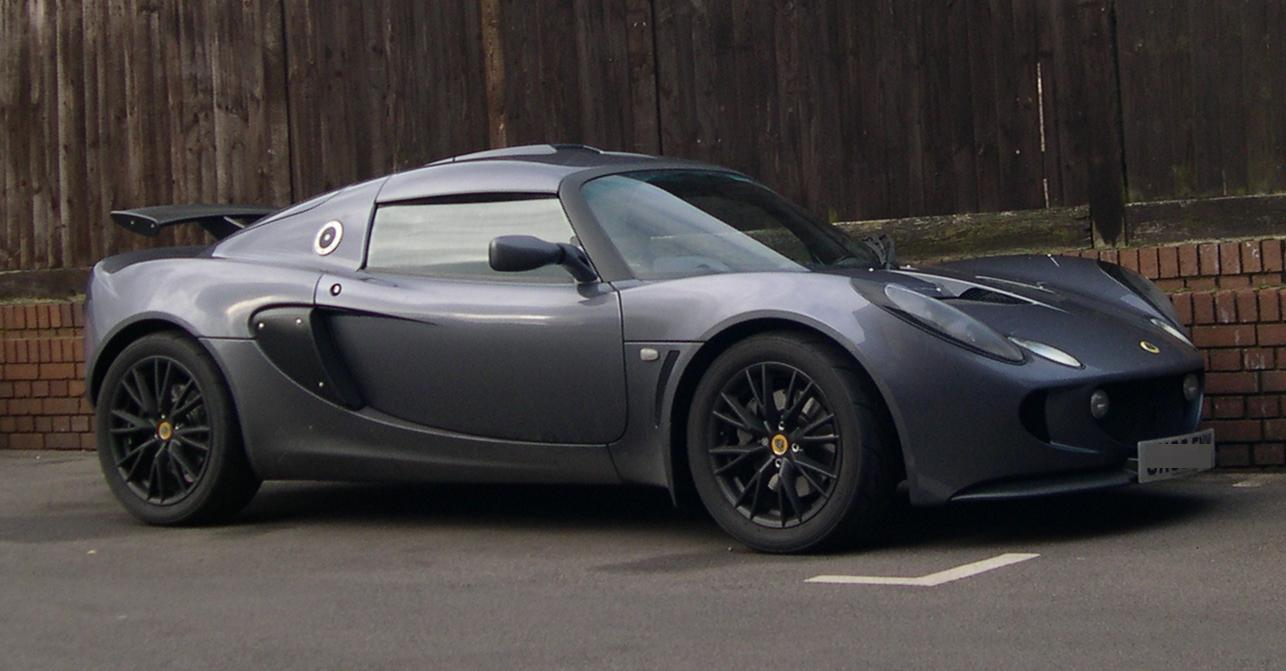
Lotus Exige S2 (2004).

En mai 2017, Geely acquiert une participation de 49,9 % dans Proton, constructeur automobile malaisien et une participation de 51 % dans Lotus, détenue par Proton.
En juillet 2018, la marque célèbre la production de son 100 000e véhicules produit, avec un modèle unique hommage au pilote Jim Clark, et 2018 représente l'année du record de ventes de Lotus avec 1 630 voitures vendues dans le monde.
En fin d'année 2021, Lotus décide de mettre un terme à la production des Elise, Exige et Evora. Le constructeur britannique se tourne progressivement vers l'électrique avec l'Evija, une hypercar zéro émission produite depuis 2020. L'Emira, lancée en 2021, est déjà annoncée comme étant le dernier modèle à propulsion thermique produit par Lotus.
En 2022, Lotus s'apprête à présenter son premier SUV, qui porte le nom de code Type 132. Il s'agira de la première Lotus disposant de quatre portes et d'un hayon arrière, hormis l'Omega conçue et produite avec Opel. Ce sera la deuxième Lotus 100 % électrique, après l'Evija.

## Identité visuelle

Logo de Lotus Cars
Logo de 1989 à 2010

## Chiffres de vente
| Année | Ventes mondiales de Lotus | Ventes mondiales de Lotus | Ventes mondiales de Lotus | Ventes mondiales de Lotus | Ventes mondiales de Lotus | Ventes mondiales de Lotus | Ventes mondiales de Lotus | Ventes mondiales de Lotus | Ventes mondiales de Lotus | Ventes mondiales de Lotus | Ventes mondiales de Lotus | Ventes mondiales de Lotus | Ventes mondiales de Lotus | Ventes mondiales de Lotus | Ventes mondiales de Lotus | Ventes mondiales de Lotus | Ventes mondiales de Lotus | Ventes mondiales de Lotus | Ventes mondiales de Lotus | Ventes mondiales de Lotus | Ventes mondiales de Lotus | Ventes mondiales de Lotus | Ventes mondiales de Lotus | Ventes mondiales de Lotus | Ventes mondiales de Lotus | Ventes mondiales de Lotus | Ventes mondiales de Lotus | Ventes mondiales de Lotus | Ventes mondiales de Lotus | Ventes mondiales de Lotus | Ventes mondiales de Lotus | Ventes mondiales de Lotus | Ventes mondiales de Lotus | Ventes mondiales de Lotus | Ventes mondiales de Lotus | Ventes mondiales de Lotus | Ventes mondiales de Lotus | Ventes mondiales de Lotus | Ventes mondiales de Lotus | Ventes mondiales de Lotus | Ventes mondiales de Lotus | Ventes mondiales de Lotus | Ventes mondiales de Lotus | Ventes mondiales de Lotus | Ventes mondiales de Lotus | Ventes mondiales de Lotus | Ventes mondiales de Lotus | Ventes mondiales de Lotus | Ventes mondiales de Lotus | Ventes mondiales de Lotus | Ventes mondiales de Lotus |
| ----- | ------------------------- | ------------------------- | ------------------------- | ------------------------- | ------------------------- | ------------------------- | ------------------------- | ------------------------- | ------------------------- | ------------------------- | ------------------------- | ------------------------- | ------------------------- | ------------------------- | ------------------------- | ------------------------- | ------------------------- | ------------------------- | ------------------------- | ------------------------- | ------------------------- | ------------------------- | ------------------------- | ------------------------- | ------------------------- | ------------------------- | ------------------------- | ------------------------- | ------------------------- | ------------------------- | ------------------------- | ------------------------- | ------------------------- | ------------------------- | ------------------------- | ------------------------- | ------------------------- | ------------------------- | ------------------------- | ------------------------- | ------------------------- | ------------------------- | ------------------------- | ------------------------- | ------------------------- | ------------------------- | ------------------------- | ------------------------- | ------------------------- | ------------------------- | ------------------------- |
| Année |                           |                           |                           |                           |                           |                           |                           |                           |                           |                           | 500                       |                           |                           |                           |                           |                           |                           |                           |                           |                           | 1 000                     |                           |                           |                           |                           |                           |                           |                           |                           |                           | 1 500                     |                           |                           |                           |                           |                           |                           |                           |                           |                           | 2 000                     |                           |                           |                           |                           |                           |                           |                           |                           |                           | 2 500                     |
| 2014  | 2 015                     | 2 015                     | 2 015                     | 2 015                     | 2 015                     | 2 015                     | 2 015                     | 2 015                     | 2 015                     | 2 015                     | 2 015                     | 2 015                     | 2 015                     | 2 015                     | 2 015                     | 2 015                     | 2 015                     | 2 015                     | 2 015                     | 2 015                     | 2 015                     | 2 015                     | 2 015                     | 2 015                     | 2 015                     | 2 015                     | 2 015                     | 2 015                     | 2 015                     | 2 015                     | 2 015                     | 2 015                     | 2 015                     | 2 015                     | 2 015                     | 2 015                     | 2 015                     | 2 015                     | 2 015                     | 2 015                     | 2 015                     |                           |                           |                           |                           |                           |                           |                           |                           |                           |                           |
| 2018  | 1 630                     | 1 630                     | 1 630                     | 1 630                     | 1 630                     | 1 630                     | 1 630                     | 1 630                     | 1 630                     | 1 630                     | 1 630                     | 1 630                     | 1 630                     | 1 630                     | 1 630                     | 1 630                     | 1 630                     | 1 630                     | 1 630                     | 1 630                     | 1 630                     | 1 630                     | 1 630                     | 1 630                     | 1 630                     | 1 630                     | 1 630                     | 1 630                     | 1 630                     | 1 630                     | 1 630                     | 1 630                     | 1 630                     |                           |                           |                           |                           |                           |                           |                           |                           |                           |                           |                           |                           |                           |                           |                           |                           |                           |                           |
| 2020  | 1 378                     | 1 378                     | 1 378                     | 1 378                     | 1 378                     | 1 378                     | 1 378                     | 1 378                     | 1 378                     | 1 378                     | 1 378                     | 1 378                     | 1 378                     | 1 378                     | 1 378                     | 1 378                     | 1 378                     | 1 378                     | 1 378                     | 1 378                     | 1 378                     | 1 378                     | 1 378                     | 1 378                     | 1 378                     | 1 378                     | 1 378                     | 1 378                     |                           |                           |                           |                           |                           |                           |                           |                           |                           |                           |                           |                           |                           |                           |                           |                           |                           |                           |                           |                           |                           |                           |                           |
| 2021  | 1 710                     | 1 710                     | 1 710                     | 1 710                     | 1 710                     | 1 710                     | 1 710                     | 1 710                     | 1 710                     | 1 710                     | 1 710                     | 1 710                     | 1 710                     | 1 710                     | 1 710                     | 1 710                     | 1 710                     | 1 710                     | 1 710                     | 1 710                     | 1 710                     | 1 710                     | 1 710                     | 1 710                     | 1 710                     | 1 710                     | 1 710                     | 1 710                     | 1 710                     | 1 710                     | 1 710                     | 1 710                     | 1 710                     | 1 710                     | 1 710                     |                           |                           |                           |                           |                           |                           |                           |                           |                           |                           |                           |                           |                           |                           |                           |                           |
| 2022  | 576                       | 576                       | 576                       | 576                       | 576                       | 576                       | 576                       | 576                       | 576                       | 576                       | 576                       | 576                       |                           |                           |                           |                           |                           |                           |                           |                           |                           |                           |                           |                           |                           |                           |                           |                           |                           |                           |                           |                           |                           |                           |                           |                           |                           |                           |                           |                           |                           |                           |                           |                           |                           |                           |                           |                           |                           |                           |                           |

## Lotus et la compétition

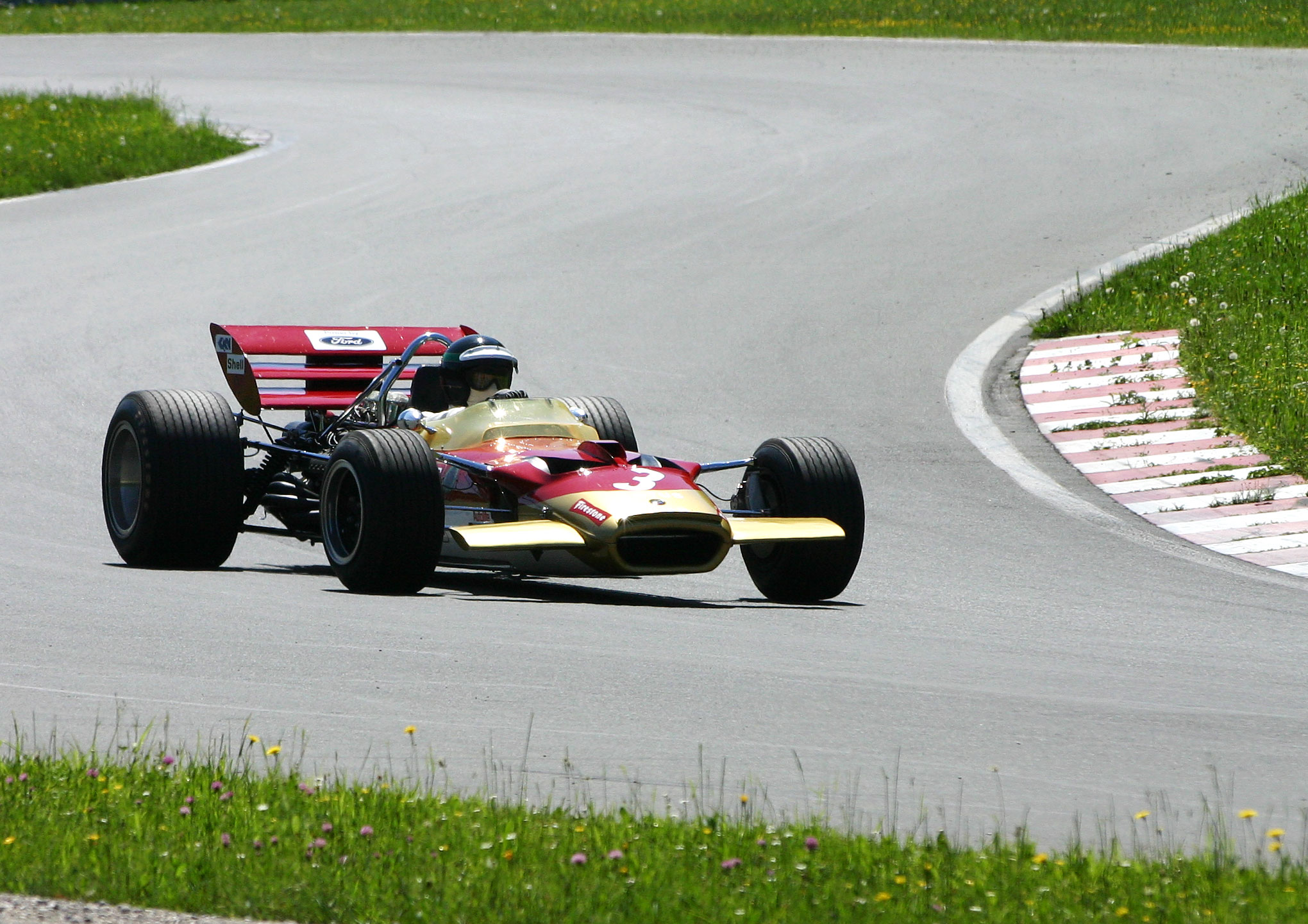
Formule 1 Lotus 49C (1970).

Lotus s'est illustré en commençant par des courses de club sur terre, puis sur circuit pour enfin s'attaquer avec succès à la Formule 1. Mais le constructeur n'a pas abandonné les courses d'endurance en participant plusieurs fois aux 24 Heures du Mans, aux courses américaines sur ovales (500 Miles d'Indianapolis), ainsi qu'aux courses australiennes (Formule Tasmane). Lotus a fabriqué et fait courir avec succès des Formule Junior, Formule Ford, Formule 3, Formule 2 et a toujours eu un pied dans les courses de voitures de tourisme (Seven, Cortina, Elan 26R, Europa 47).
L'équipe Lotus est représentée en Endurance dans la catégorie LMP2 par le Team Kolles au Championnat du Monde d'Endurance de la FIA. Le moteur est un moteur Lotus, mais la carrosserie est une Lola B12/80. Pour la saison 2013, Lotus annonce continuer l'aventure, mais à la suite de la liquidation judiciaire de la marque Lola Cars, la voiture sera entièrement construite par Lotus, avec l'aide de la société de développement ADESS, et portera le nom de Lotus T-128. Ce sera toujours la société Kodewa qui sera responsable de la partie compétition de la marque Lotus.
En 2011, Lotus revient en IndyCar en sponsorisant les voitures de l'équipe KV Racing. Puis en 2012, en collaboration avec Judd, Lotus construit son propre moteur pour la série et entre en concurrence avec Honda et Chevrolet. Malgré des conditions d'obtention contraignantes (Lotus impose une livrée noir et or à toutes les voitures clientes, et veut un droit de regard sur les pilotes), le moteur semble prometteur et 6 voitures (sur 33) s'engagent avec Lotus. Le moteur est d'abord livré en retard aux équipes clientes (ce qui les empêche de participer aux essais privés notamment, certaines recevant même leur moteur au dernier moment juste avant les essais du premier grand prix). Les performances et la fiabilité s’avéreront désastreuses et la plupart des équipes clientes se débarrasseront du moteur avant la mi-saison (ce qui est normalement interdit, les équipes on fait pressions sur les organisateurs) et en 2013, faute de client, Lotus met fin à son programme IndyCar. Ce retour aura été un gouffre financier pour le constructeur.

### L'aventure en Formule 1
La compagnie encourageait ses clients à participer à des courses et l'entité-sœur Team Lotus fit son entrée en Formule 1 en 1958. Écurie phare des années 1960 et 1970, fameuse pour ses innovations techniques, le Team Lotus a commencé à décliner à la fin des années 1980, avant de disparaitre au terme de la saison 1994, miné par d'insolubles problèmes financiers. Lotus Cars décide de reprendre le chemin de la Formule 1 en 2009 en soutenant l'équipe créée par Tony Fernandes sous l'impulsion de Proton, puis décide de révoquer ce soutien et de sponsoriser Renault, ce qui donna lieu à une bataille judiciaire avec l'équipe de Tony Fernandes qui entretemps avait racheté Team Lotus. Un accord à l'amiable est trouvé fin 2011 avec l'ancienne écurie Renault : tout en étant détenue par Genii Capital, cette écurie devient Lotus F1 Team à travers un accord marketing. Cependant, cet accord a rapidement été rompu, ce qui a pour conséquence que Lotus Cars ne verse plus les redevances liées au sponsoring, mais l'écurie conserve le nom Lotus jusque fin 2015 lors de son rachat par Renault (les écuries obtiennent une partie proportionnelle des droits télévisés en fonction de leur classement Constructeurs de la saison précédente à la condition qu'elles conservent le même nom d'une saison sur l'autre).

### Résultats en compétition

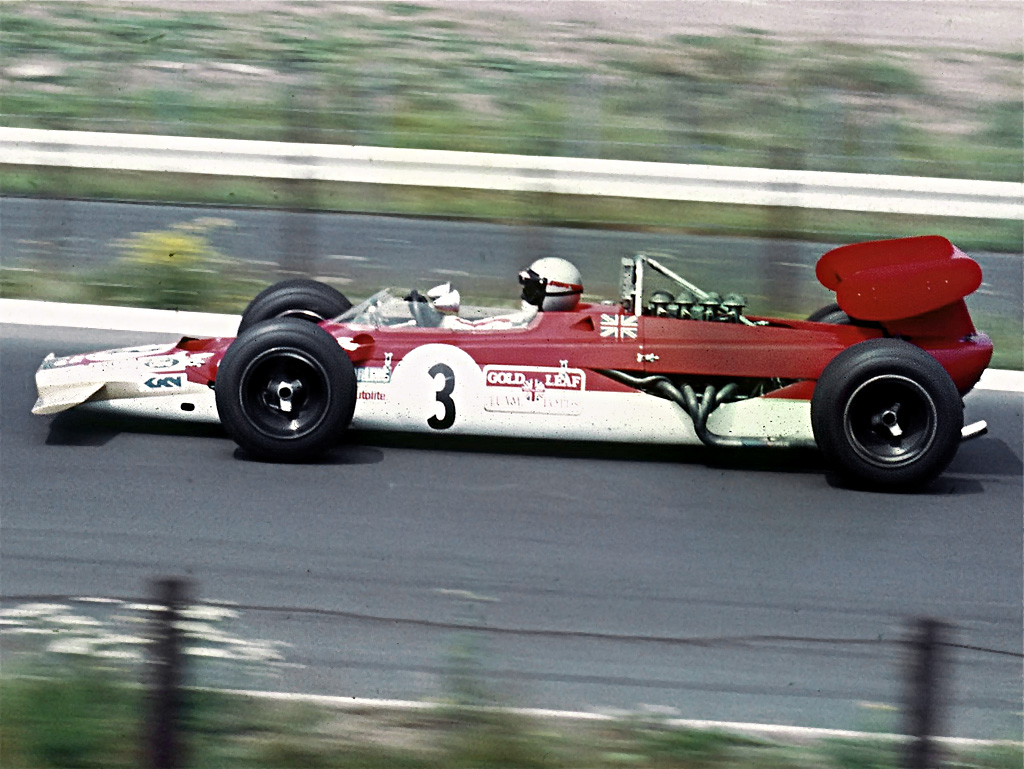
Mario Andretti sur Lotus 63 en 1969

En Formule 1, Lotus a remporté 81 victoires (76 pour l'écurie officielle, le Team Lotus, et 5 pour le Rob Walker Racing), 107 pole positions et 76 meilleurs tours en 606 Grands Prix, sur 43 saisons.
Sept titres de champion du monde des constructeurs F1 :
- 1963, avec 54 points, devant BRM (36 points)
- 1965, avec 54 points, devant BRM (45 points)
- 1968, avec 62 points, devant McLaren (49 points)
- 1970, avec 59 points, devant Ferrari (52 points)
- 1972, avec 61 points, devant Tyrrell (51 points)
- 1973, avec 92 points, devant Tyrrell (82 points)
- 1978, avec 86 points, devant Ferrari (58 points)

Cinq pilotes furent champions du monde de Formule 1 sur Lotus :
- 1963 : Jim Clark  Écosse
- 1965 : Jim Clark  Écosse
- 1968 : Graham Hill  Angleterre
- 1970 : Jochen Rindt  Autriche (à titre posthume)
- 1972 : Emerson Fittipaldi  Brésil
- 1978 : Mario Andretti  États-Unis

Lotus a également remporté les 500 miles d'Indianapolis 1965 avec Jim Clark.

## Lotus à l'écran

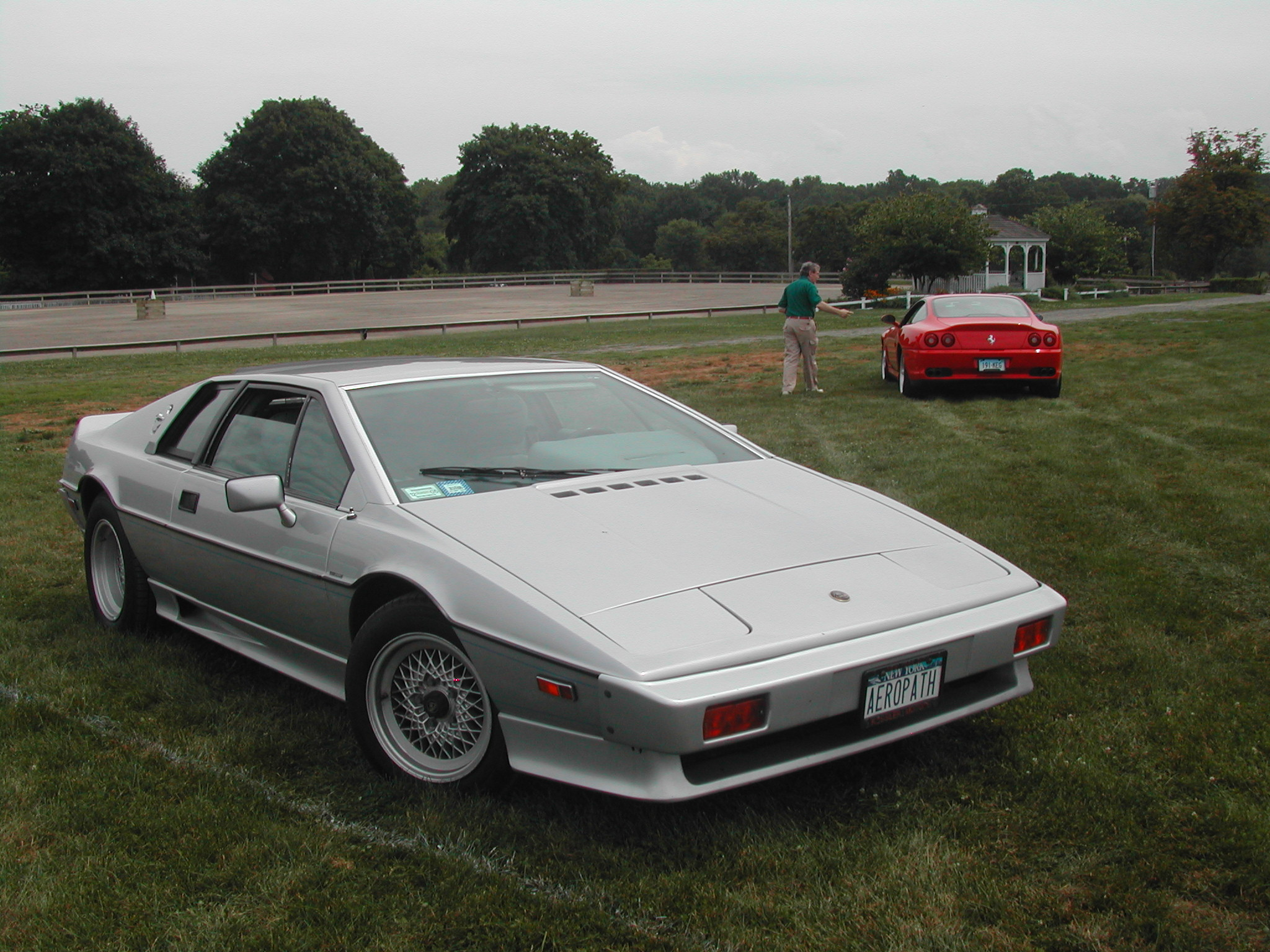
Une Lotus Esprit.

Les lignes originales des Lotus leur ont souvent valu d'être utilisées au cinéma ou à la télévision.
- 1967 : dans le pré-générique de la série britannique Le Prisonnier, le futur Numéro 6 (Patrick McGoohan) conduit une Lotus Seven dans les rues de Londres. On découvre par la suite qu'il l'a assemblé lui-même.
- 1967 : dans le film de 1967 Casino Royale, apparaît une Lotus Formule 3 pilotée par Evelyn Tremble (Peter Sellers) assumant l'identité du célèbre espion James Bond.
- 1977 : dans le film L'Espion qui m'aimait, James Bond (Roger Moore) conduit une Lotus Esprit S1. Dotée de nombreux gadgets propres à la série, elle donnera lieu à une scène mythique sous l'eau en transformant l'Esprit en véhicule amphibie[17].
- 1978 : dans le film Flic ou Voyou, Stanislas Borrowitz (Jean-Paul Belmondo) conduit une Caterham Super Seven.
- 1981 : dans le film Rien que pour vos yeux, l'agent de sa majesté (toujours Roger Moore) apparait au volant d'une Lotus Esprit turbo de couleur bronze équipé de porte-ski positionnés sur le hayon. Une deuxième Lotus Esprit Turbo fera son entrée avec une livrée blanche et stickers rouges, on ne la verra que peu à l'écran, pour finalement exploser.
- 1990 : dans le film Pretty Woman, Edward Lewis (Richard Gere) se débat avec la boîte de vitesses manuelle et le pédalier typé course de sa Lotus Esprit lorsqu'il fait la rencontre de Vivian Ward (Julia Roberts).
- 1991 : dans le film Espion junior, Michael Corben (Richard Grieco) conduit une Lotus Esprit rouge.
- 1992 : dans Basic Instinct, Catherine Tramell (Sharon Stone) conduit deux Lotus Esprit SE (une blanche et une noire) et se livre à une course poursuite vertigineuse sur une corniche avec l'inspecteur Nick Curran (Michael Douglas).
- 2008 : dans la série américaine Chuck, Sarah Walker (Yvonne Strahovski) conduit une Lotus Evora.
- 2013 : dans le film Red 2, Lotus renoue la tradition des véhicules placés au cinéma avec sa dernière Exige S dans une livrée Bleu Laser.
- 2013 : dans le film Les Âmes vagabondes la Lotus Evora est présente à l'écran dans une livrée chromée. Elle est vue à de nombreuses reprises, la voiture servant de moyen de transport aux extra-terrestres.
- 2013 : dans la comédie britannique It's a lot, un lycéen impopulaire emprunte frauduleusement la Lotus Evora S de son père qui finira avec la carrosserie largement rayée.

## Lotus dans le jeu vidéo
- 1986 Turbo Esprit (Durell Software Ltd)[18]
- 1990 Lotus turbo spirit Challenge série de jeux de courses 1990 - 1994
- 2020 Dans GTA Online, la Ocelot Virtue est basée sur la Lotus Evija

## Export

### Chine
À partir de 2002, Proton a cherché un partenaire en Chine. Les négociations avec son premier partenaire, Goldstar n'ont pas abouti. Un second partenaire, Youngman, s'est présenté. Il a exigé que ses voitures soient vendues sous la marque Lotus. Proton a accepté, moyennant le paiement d'une licence. En 2006, Youngman dévoila ainsi la Lotus RCR, une Proton Gen-2 rebadgée. Les premiers exemplaires étaient importés de Malaisie. À partir de 2008, Youngman disposa d'une usine à Hangzhou. Une berline inédite, la L5, est ensuite lancée. Du coup, la RCR devient L3. En 2011, le constructeur dévoile un SUV, le T6. En 2012, Youngman tente de s'associer à Spyker pour relancer Saab. Un projet ruineux, qui n’aboutit pas. Lâché par Proton, Youngman stoppe la production des L3 et L5 en 2013.

### Argentine
Le premier concessionnaire argentin ouvre début 2018 à Martínez (Buenos Aires).